# Bianca Knight
Bianca Alese Knight (ur. 2 stycznia 1989 w Jackson) – amerykańska lekkoatletka specjalizująca się w biegach sprinterskich, mistrzyni świata juniorów młodszych z Marrakeszu (2005) w biegu na 100 metrów. Złota medalistka igrzysk olimpijskich w Londynie (2012) i mistrzostw świata w Daegu (2011) w biegu rozstawnym 4 x 100 metrów. 

## Sukcesy sportowe
- mistrzyni Stanów Zjednoczonych juniorek w biegu na 200 m – 2008

| Rok  | Miasto    | Zawody                                | Konkurencja                                   | Wynik                                 |
| ---- | --------- | ------------------------------------- | --------------------------------------------- | ------------------------------------- |
| 2005 | Marrakesz | mistrzostwa świata juniorek młodszych | bieg na 100 m bieg na 200 m sztafeta szwedzka | złoty medal srebrny medal złoty medal |

## Rekordy życiowe
- bieg na 100 metrów – 11,07 – Eugene 27/06/2008
- bieg na 200 m – 22,35 – Eugene 26/06/2011
- bieg na 400 m – 52,55 – Oxford 23/04/2011
- sztafeta 4 x 100 m – 43,29 – Eugene 08/08/2006 – rekord świata juniorek
- sztafeta 4 x 100 m – 40,82 – Londyn 10/08/2012 – rekord świata
- bieg na 50 m (hala) – 6,28 – Nowy Jork 28/01/2012
- bieg na 60 m (hala) – 7,16 – Fayetteville 14/03/2008
- bieg na 200 m (hala) – 22,40 – Fayetteville 14/03/2008 halowy rekord świata juniorek
- bieg na 300 m (hala) – 36,41 – Fayetteville 12/02/2011
- bieg na 400 m (hala) – 54,69 – Boston 05/02/2011